# Simon Reynolds (acteur)
Pour les articles homonymes, voir Simon Reynolds et Reynolds.
Simon Reynolds, né le 11 avril 1969 à Toronto, est un acteur canadien.

## Filmographie

### Cinéma
- 2005 : The Prize Winner of Defiance, Ohio de Jane Anderson : Ray the Milkman
- 2008 : Un éclair de génie (Flash of Genius) : Chrysler Guy
- 2013 : A Dark Truth de Damian Lee : Chaz
- 2014 : Le Chemin du passé (I'll Follow You Down) de Richie Mehta : Dr Reynolds

### Télévision
- 2006 : Sous haute tension (Time Bomb) de Stephen Gyllenhaal (TV)
- 2009-2010 : Warehouse 13 (série télévisée)